# Федерація грецьких товариств України
Федерація грецьких товариств України — всеукраїнська добровільна громадська організація, що об'єднує 96 товариств греків України, які представляють 20 областей України.

## Діяльність Федерації
До числа найбільш актуальних завдань, які вирішує на сучасному етапі Федерація грецьких товариств України, відносяться: консолідація греків, розвиток грецьких товариств на основі вивчення мови, популяризації грецької культури, традицій, звичаїв, формування у греків України національної самосвідомості і високої духовності, збереження діаспори в Україні, поглиблення українсько-грецьких відносин з розширенням побратимських зв’язків, зміцнення співпраці з органами влади всіх рівнів, включення в культурно-просвітницькі та соціально-економічні програми Федерації грецьких товариств України широкої багатонаціональної громадськості.
Українські елліни роблять значний внесок у громадсько-політичний, соціально-економічний та духовний розвиток поліетнічної України. За період свого існування ФГТУ досягла значних успіхів у розвитку грецької освіти, культури, традицій, православ'я, міжнародних зв'язків, реалізації оздоровчих, гуманітарних та інших програм. 
Щорічно ведеться робота із відкриття опорних шкіл із вивчення новогрецької мови, у яких, окрім мови, учні мають можливість вивчати історію, культуру, традиції грецького народу. Традиційно вже протягом 20 років, завдяки економічній підтримці грецької сторони, Федерація має можливість щорічно навесні проводити у співпраці з МДУ Олімпіаду школярів із новогрецької мови, історії, культури Греції і греків України, яка має велике значення у духовному вихованні підростаючого покоління. В ній беруть участь більше 500 дітей із 15 регіонів України. Майже щороку за ініціативою ФГТУ у м. Маріуполь проходять Всеукраїнські та регіональні семінари для вчителів новогрецької мови за участю викладачів із Греції та фахових спеціалістів Маріупольського державного університету. Федерація грецьких товариств України приділяє особливу увагу обладнанню класів з вивчення новогрецької мови шкільними меблями та технічними засобами навчання. За підтримкою Міністерства закордонних справ Греції, Благодійної організації «Фонд Бумбураса», Молодіжної організації Кіпру, греків із Австралії, Німеччини та різних грецьких громадських спілок сьогодні понад 70 навчальним закладам надана допомога для обладнання шкільними сучасними меблями та технічними засобами навчання 70 класів, де вивчається новогрецька мова. Поряд із вивченням новогрецької мови, мови історичної батьківщини, Федерація приділяє велику увагу збереженню та вивченню мов греків України — румейської та урумської — на яких спілкувалися діди та прадіди. Сьогодні носіями грецьких діалектів є мешканці 48 сіл у Донецькій області. З метою збереження для нащадків історичної спадщини надзовських греків ФГТУ видає словники, твори місцевих грецьких письменників та поетів.
Самобутня культура й творчість грецьких поетів, письменників, краєзнавців, композиторів, художників, художніх колективів є гармонічною частиною загальнонаціональної культури. Вона вийшла на всеукраїнські й міжнародні підмостки, користується попитом і любов'ю. У грецьких товариствах діють 30 вокальних, 28 хореографічних, 5 інструментальних ансамблів і 5 театрів. У грецьких товариствах України стали традицією щорічні святкування Дня Незалежності Греції, Дня «Охі», православних свят. Великою популярністю у греків і всього багатонаціонального населення користуються всеукраїнські фестивалі грецької культури «Мега Йорти», Дні грецької культури, міжнародні фестивалі грецької пісні імені Тамари Каци, фестивалі народної творчості греків Надазов’я, звітні концерти грецьких художніх колективів та творчі вечори діячів культури.
У ФГТУ є власна газета «Эллины Украины». є власний сайт uagreeks.com, а також власна сторінка у мережах Фейсбук та Telegram.
З ініціативи ФГТУ при підтримці Греції та Всесвітньої ради греків зарубіжжя у Маріуполі зведено Культурний центр ФГТУ (2000), Грецький діагностичний медичний центр (2003), у селищі Старий Крим — сучасну поліклініку (2004), у селищі Сартана — нову церкву Святого Георгія (2005) — за активної участі Маріупольської міськради, ВАТ «ММК ім.Ілліча» та ВАТ «Азовмаш», Культурний центр Маріупольського товариства греків «Меотіда» (2008) — при підтримці міжнародної компанії «Міханікі».
ФГТУ реалізувала багаторічну мрію українських греків про відродження зв’язків із історичною батьківщиною. Протягом всього періоду діяльності ФГТУ користується увагою та підтримкою парламенту, міністерств закордонних справ, освіти і релігії, культури, Генерального секретаріату у справах греків зарубіжжя, Посольства та Генеральних консульств Греції в Україні, Центра з вивчення та розвитку культури країн Причерномор’я, мерій районів Зографу та Агія Варвара, о. Калімнос, м. Кавала, Янніна, Ксанті, номархії Салонік, Козані, керівництва Афінського, Салонікського, Патрського, Яннінського, Крітського та Кіпрського університетів тощо. Як складова ланка світового еллінізму Федерація грецьких товариств України розвиває відносини дружби і співпраці з об’єднаннями греків Німеччини, Кіпру, Бельгії, Швейцарії та інших країн.

## Історія

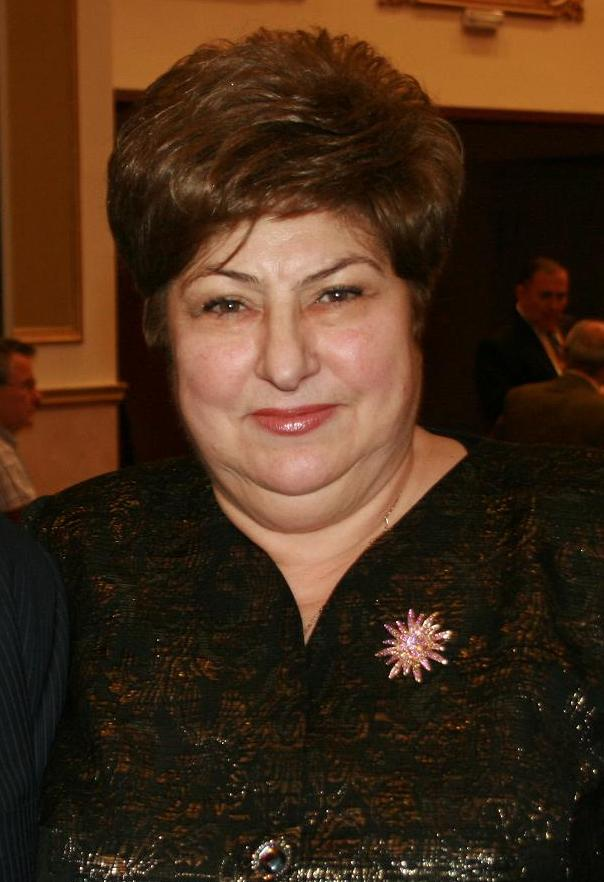
Голова ФГТУ — Олександра Проценко-Пічаджі

Федерація грецьких товариств України була заснована на конференції 8—9 квітня 1995 року за участі 87 делегатів 17 товариств греків України з 6 її областей. Вирішальним для долі Федерації став її перший з'їзд, який відбувся 1997 року і виявив чимало прибічників іншого об'єднання — Союзу греків України. Завдяки твердій позиції В. Г. Хари, Ф. Д. Стамбулжи, Н. Х. Теміра, С. П. Хараджі відбулось становлення Федерації грецьких товариств України та поповнення її новими членами. Наступні другий (2000 рік) та третій (2003 рік) з'їзди продемонстрували згуртованість греків України.

### Засновники
1. Проценко-Пічаджі О. І. — голова Маріупольского товариства греків;
2. Аджавенко М. К. — голова Першотравневого районного товариства греків;
3. Балабанов К. В. — ректор Маріупольского державного університету;
4. Коноп-Ляшко В. І. — заведуюча відділом освіти Маріупольского товариства греків;
5. Балджі А. Я. — керівник пресс-служби Маріупольского товариства греків;
6. Парпула С. І. — член Ради регіонального товариства Союзу греків України;
7. Патрича Д. К. — заступник голови Донецького товариства греків;
8. Сепіанов І. М. — заступник голови Маріупольского товариства греків;
9. Стамбулжи Ф. Д. — голова Донецького товариства греків;
10. Шебаниць Ф. Ф. — голова Володарского районного товариства греків;
11. Хараджа С. П. — завідувач відділом зовнішніх зв'язків Маріупольского товариства греків;
12. Харабет В. В. — член Маріупольского товариства греків[4].

Керівництво Федерації грецьких товариств України
1. Проценко-Пічаджі Олександра Іванівна — голова Федерації грецьких товариств України
2. Добра Олена Михайлівна — заступник голови Федерації грецьких товариств України
3. Чапні Надія Андріївна — заступник голови Федерації грецьких товариств України
4. Домбай Ганна Миколаївна — заступник голови Федерації грецьких товариств України
5. Макропуло Валентин Георгійович — заступник голови Федерації грецьких товариств України
6. Помазан Вікторія Іванівна — головний редактор газети «Эллины Украины»
7. Шобонець Олена Гарріївна — відповідальний секретар Федерації грецьких товариств України
8. Добра Олена Михайлівна — завідувачка відділу освіти виконкому Федерації грецьких товариств України
9. Косякова Галина Петрівна — завідувачка відділу культури виконкому Федерації грецьких товариств України
10. Герман Ганна Іванівна — завідувачка соціального відділу виконкому Федерації грецьких товариств України
11. Папу Ілля Георгійович — завідувач відділу спорту виконкому Федерації грецьких товариств України
12. Кішкіна Анастасія Олегівна — завідувачка відділу молоді Федерації грецьких товариств України